# Bobovo (Svilajnac)
Bobovo (em cirílico: Бобово) é uma vila da Sérvia localizada no município de Rekovac, pertencente ao distrito de Pomoravlje, na região de Šumadija, Levač. A sua população era de 1247 habitantes segundo o censo de 2011.

## Demografia
| 1948 | 1953 | 1961 | 1971 | 1981 | 1991 | 2002 | 2011 |
| ---- | ---- | ---- | ---- | ---- | ---- | ---- | ---- |
| 2570 | 2604 | 2543 | 2502 | 2379 | 2265 | 1349 | 1247 |